# Johanna Lier
Johanna Lier (* 9. Dezember 1962 in Wald im Kanton Zürich) ist eine Schweizer Schauspielerin und Schriftstellerin.

## Leben
Johanna Lier wurde 1962 geboren. Sie begann früh ihre künstlerische Tätigkeit als Schauspielerin. Bekannt wurde sie in der Rolle der Tochter Belli in Fredi Murers Höhenfeuer. Später wechselte sie zur Literatur. Die Autorin, freie Journalistin, Dichterin und Sprechkünstlerin ist seit Dezember 2012 Präsidentin des Verbandes Suisseculture. Lier lebt in Zürich.

## Filmografie (Auswahl)
- 1985: Höhenfeuer
- 1989: Die Nacht des Schleusenwarts (La nuit de l'éclusier)
- 1989: Noch ein Wunsch
- 1991: Bellinvitu – Die schöne Einladung
- 1992: Männer auf Rädern

## Würdigungen, Auszeichnungen
- 1993: Kulturpreis der Stadt Küsnacht.
- 1999: Literaturpreis der Dienemann Stiftung / Luzerner Musikfestwochen.
- 2000: Werkjahr der Stadt Zürich. 2003 Stipendium des Bundesamtes für Kultur.
- 2006: Preis für das Schreiben von Theaterstücken der Schweizerischen Autorengesellschaft.
- 2007: Werkbeitrag der Steo-Stiftung, Zürich.
- 2007: Werkbeitrag der Gamil-Stiftung, Zürich.
- 2008: Auszeichnung der UBS-Jubiläumsstiftung.
- 2009: Werkbeitrag der Kulturstiftung des Kantons Thurgau.[2]

## Bücher
- Zedern. Und Meer. Die Brotsuppe, Biel/Bienne 2024.
- Amori. Die Inseln. Die Brotsuppe, Biel/Bienne 2021.
- Wie die Milch aus dem Schaf kommt. die brotsuppe, Biel/Bienne 2019.
- trobadora.montage. alit essais agités, Bern 2019.
- Bring mir Jagdfang. Offizin, Zürich 2016.
- 60 Jahre Menschenrechte - 30 literarische Texte. Zürich, Salis, Zürich 2008.
- «So what». Bilder von Ursula Bachmann. Babylon, Zürich 2004.
- Wenn die Rose geht siehst du keine Büsche. Bilder: Fabienne Boldt. Edition Howeg, Zürich 2001.
- Lieb an land schaften. Bilder von Valérie Périllard. Edition Das Fröhliche Wohnzimmer, Wien 2001.
- Irrt irrt das Ohr. Bilder von Valérie Périllard. Edition Das Fröhliche Wohnzimmer, Wien 1999.
- Engel kommen von vorne. Ilia Vasella: Bilder. Edition Poesieexpress, Zürich 1994.
- Liebe und Tod im Tiergarten. Ilia Vasella: Bilder und Gestaltung. Edition Poesieexpress, Zürich 1992.